# Brenchley
Brenchley är en ort i grevskapet Kent i sydöstra England. Orten ligger i distriktet Tunbridge Wells samt i civil parishen Brenchley and Matfield, cirka 9,5 kilometer öster om Royal Tunbridge Wells. Tätorten (built-up area) hade 423 invånare vid folkräkningen år 2021.